# Klášter Banz
Klášter Banz (německy Kloster Banz) nebo opatství Banz, které nyní známé také jako Zámek Banz (německy Schloss Banz), je bývalým benediktinským klášterem, který od roku 1978 patří územím k bavorskému městu Bad Staffelstein nacházející se severně od Bamberku.

## Historie

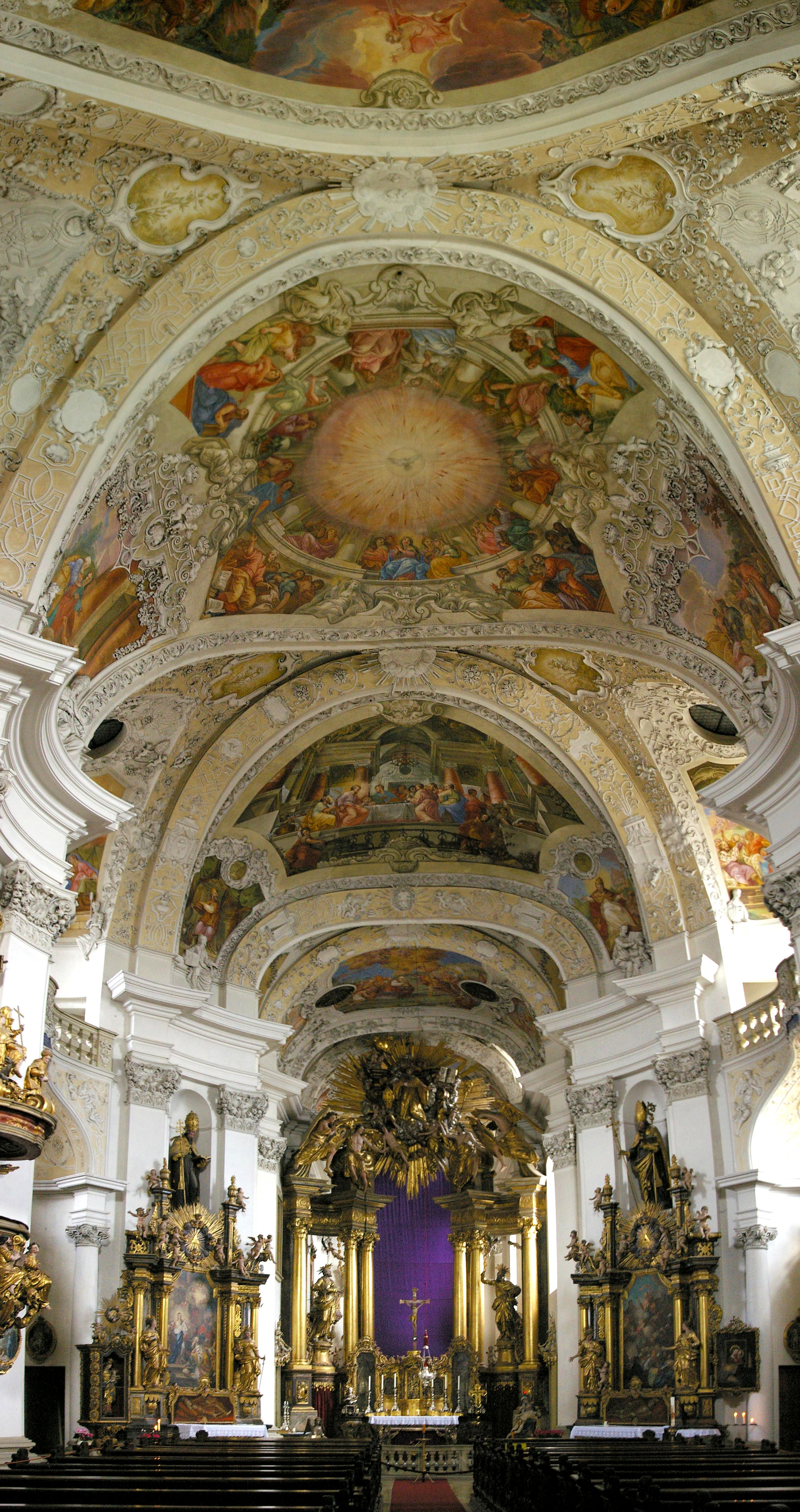
Interiér kostela kláštera Banz

### Benediktinské období

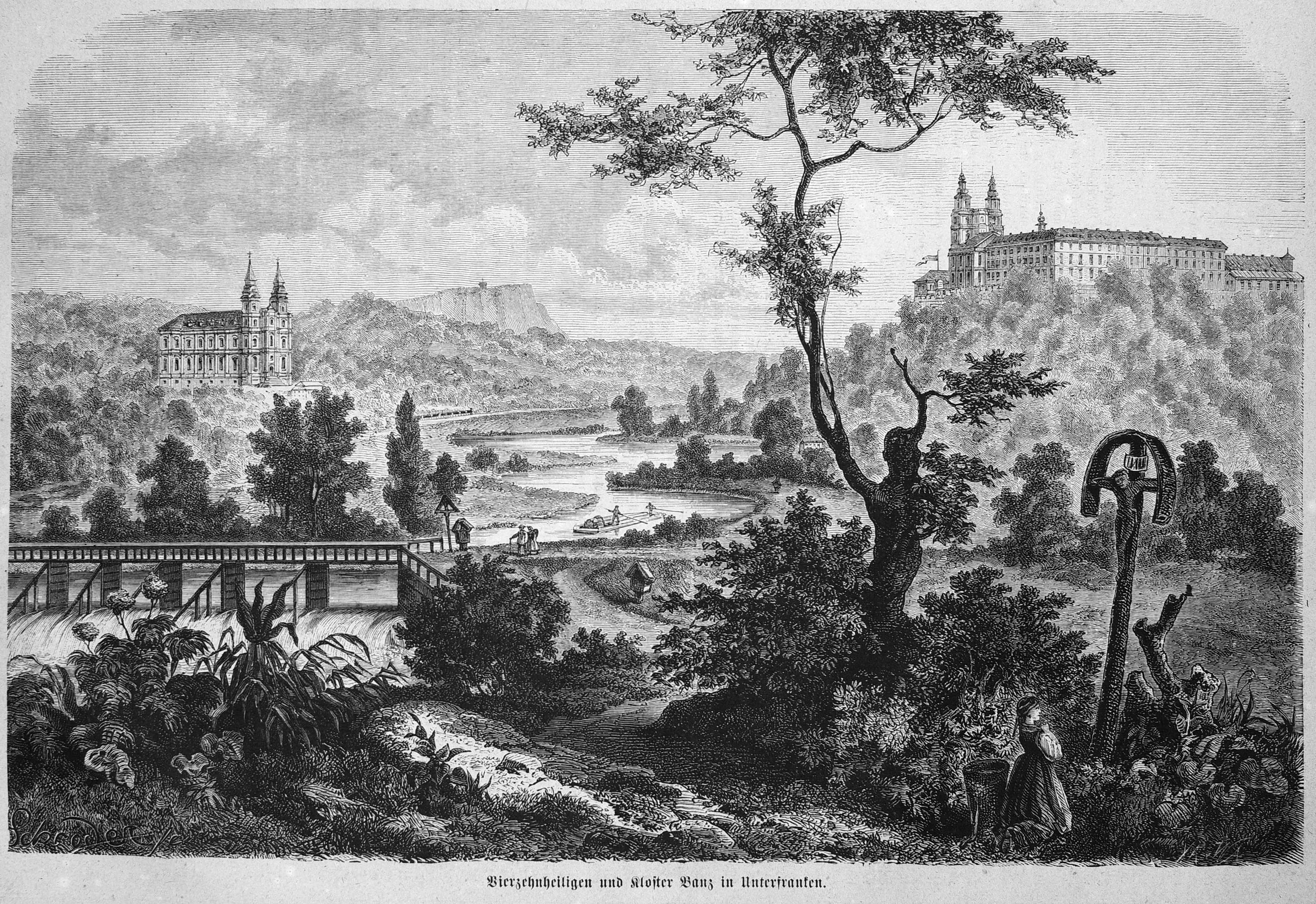
Klášter Banz a bazilika Vierzehnheiligen na vedutě z roku 1872

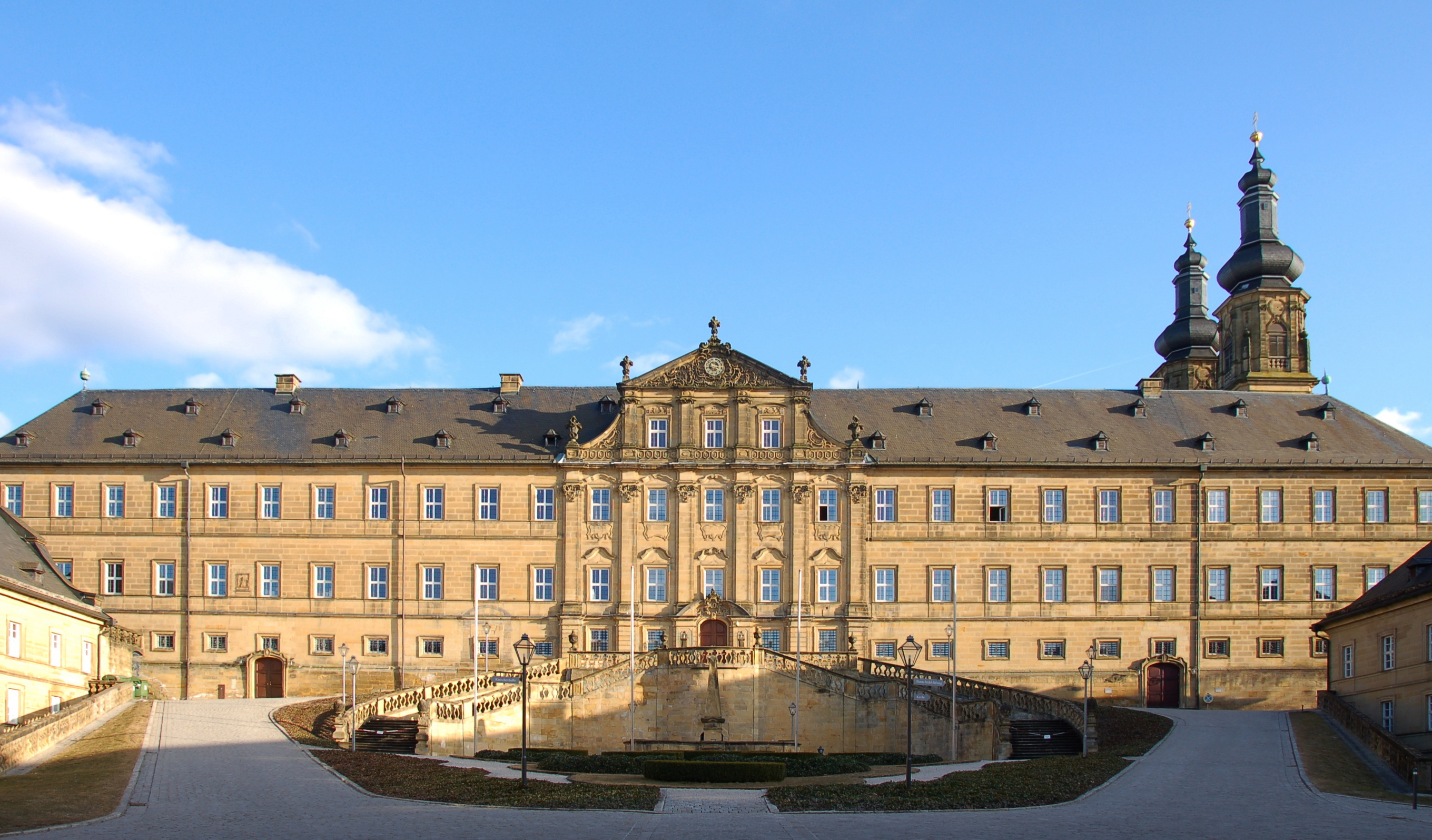
Vnitřní nádvoří kláštera

Klášter byl založen kolem roku 1070 hraběnkou Alberadou Schweinfurtskou a jejím manželem, hrabětem Hermannem Habsburg-Kastlem. Až do sekularizace v roce 1803 byl nejstarším klášterem na horním Mohanu. 
V pozdním středověku a až do roku 1575 byli za členy mnišské komunity přijímáni pouze příslušníci šlechty.
Po třicetileté válce musel být klášter přestavěn. Opati Eucharius Weiner a Kilian Düring pověřili přestavbou Leonharda Dientzenhofera a po jeho smrti v roce 1707, i jeho bratra Johanna Dientzenhofera. Stavba začala v roce 1698. Kostel, postavený ve stylu barokní, byl vysvěcen v roce 1719. Interiér je neobvykle postaven. Není pravoúhlý, ale sestává z řady elips. Hlavní oltář, kněžiště a sochy světců v kostele a na fasádě jsou od Balthasara Esterbauera. Nástropní fresky vytvořil Melchior Steidl. Chorové lavice byly vyrobeny dvorním truhlářem Johannem Georgem Nesstfellem.
Ve druhé polovině 18. století byl klášter Banz znám po celé Svaté říši římské jako místo katolického osvícenství a řeholní vzdělanosti. Ani to však nezachránilo klášter před sekularizací a rozpuštění řeholní komunity v roce 1803.

### Období po sekularizaci
V roce 1813 získal vévoda Wilhelm Bavorský prostory bývalého opatství, které později vešly ve známost jako Schloss Banz (Zámek Banz).
V roce 1933 vévody Ludwig Wilhelm Bavorský, prodal budovy Společenství svatých andělů (Gemeinschaft von den heiligen Engeln), což bylo cílem věnovat duchovní péči krajanským Němcům. Od roku 1978 byl bývalý klášter v držení nadace Hannse Seidela, která je úzce propojená s politickou stranou CSU v Bavorsku, a klášter je od té doby používán jako konferenční centrum. Nachází se v něm sbírka fosilií a dalších zajímavostí, jako jsou například egyptské mumie.